# Megalomyrmex acauna
Megalomyrmex acauna är en myrart som beskrevs av Brandao 1990. Megalomyrmex acauna ingår i släktet Megalomyrmex och familjen myror. Inga underarter finns listade i Catalogue of Life.